# Rio de águas claras

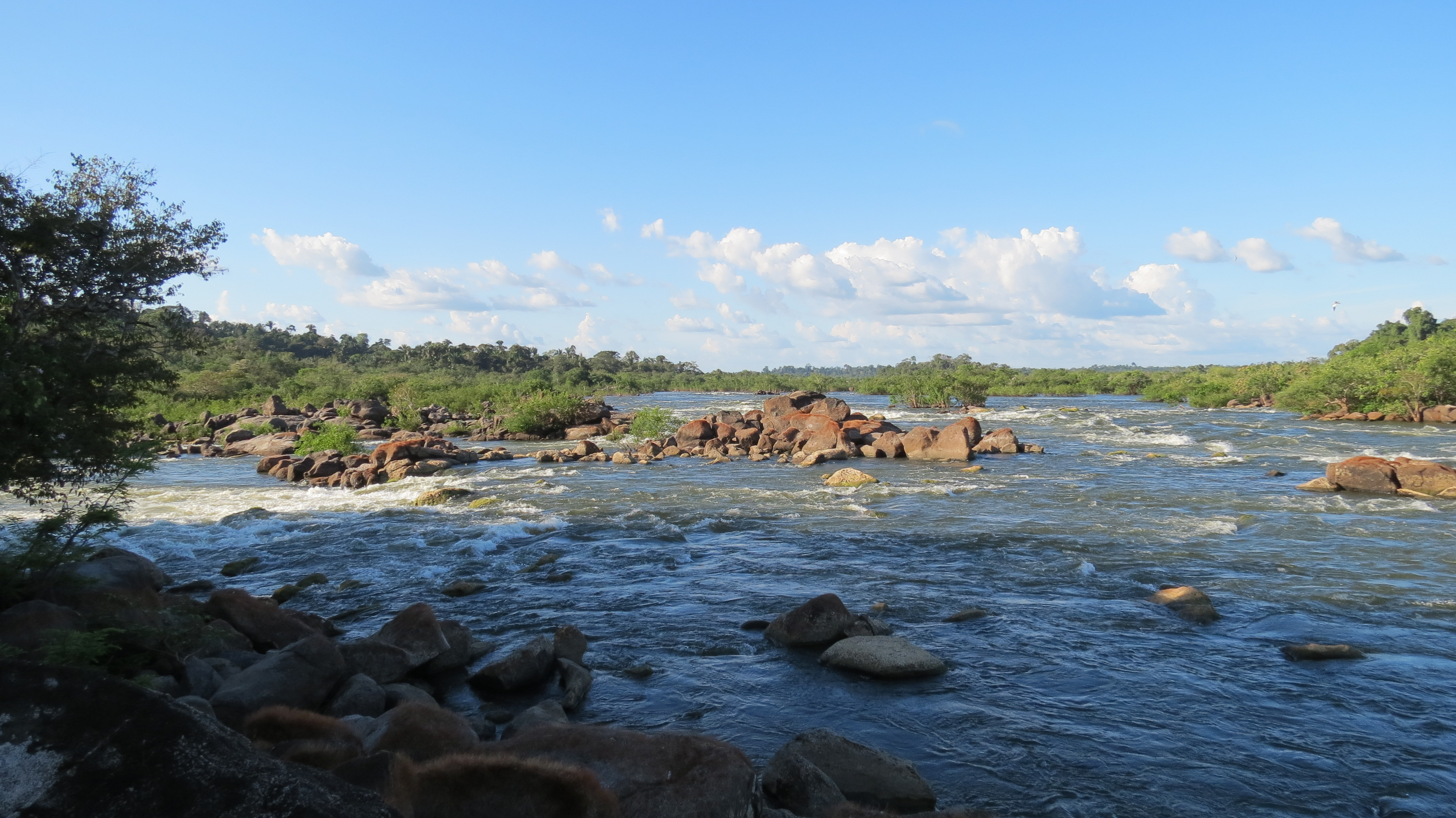
Como muitos rios de águas claras, o Xingu tem trechos com corredeiras que abrigam muitos peixes reofílicos ameaçados, não encontrados em nenhum outro lugar do mundo.

Um rio de águas claras é classificado com base em sua química, sedimentos e cor da água. Os rios de águas claras têm baixa condutividade elétrica, níveis relativamente baixos de sólidos dissolvidos, normalmente têm um pH neutro a levemente ácido e são muito claros com uma cor esverdeada. Os rios de águas claras geralmente têm seções de fluxo rápido.
Os principais rios de águas claras são sul-americanos e nascem no Planalto Brasileiro ou no Escudo das Guianas. Fora da América do Sul, a classificação não é comumente usada, mas rios com características de águas claras são encontrados em outros lugares.
Os rios amazônicos se dividem em três categorias principais: águas claras, águas pretas e águas brancas. Este sistema de classificação foi proposto pela primeira vez por Alfred Russel Wallace em 1853 com base na cor da água, mas os tipos foram mais claramente definidos de acordo com a química e a física por Harald Sioli da década de 1950 à década de 1980. Embora muitos rios amazônicos se enquadrem claramente em uma dessas categorias, outros apresentam uma mistura de características e podem variar dependendo da estação e dos níveis de cheia.

## Localização

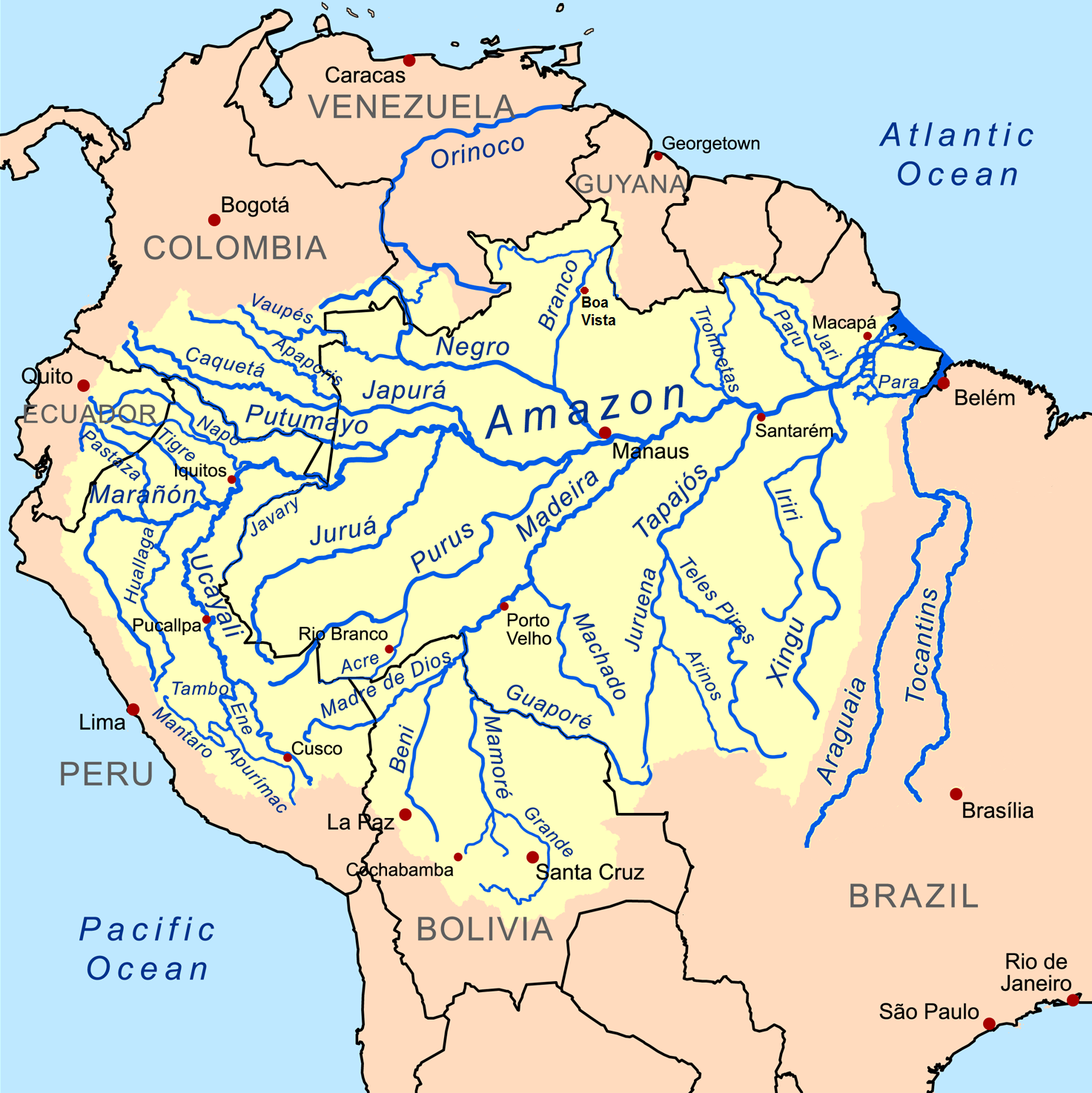
Mapa da bacia amazônica. Os afluentes do rio Amazonas na parte oriental da bacia são tipicamente águas claras

Os principais rios de águas claras são sul-americanos e nascem no Planalto Brasileiro ou no Escudo das Guianas . Exemplos de rios de águas claras originários do Planalto Brasileiro incluem Tapajós, Xingu, Tocantins, vários grandes tributários da margem direita do Madeira (notadamente Guaporé, Ji-Paraná e Aripuanã ) e Paraguai (embora fortemente influenciados por seus tributários de águas brancas ). Só o Tapajós e o Xingu respondem por 6% e 5%, respectivamente, das águas da bacia amazônica . Exemplos de rios de águas claras originários do Escudo das Guianas incluem o alto Orinoco (acima do afluente do Atabapo de águas pretas e do Inírida de águas brancas – Guaviare ), Ventuari, Nhamundá, Trombetas, Paru, Araguari e Suriname .
Fora da América do Sul, a classificação não é comumente usada, mas rios com características de águas claras são encontrados em outros lugares, como o alto rio Zambeze, certos riachos de terras altas nas principais bacias hidrográficas do sul e sudeste da Ásia e muitos riachos do norte da Austrália.

## Ecologia

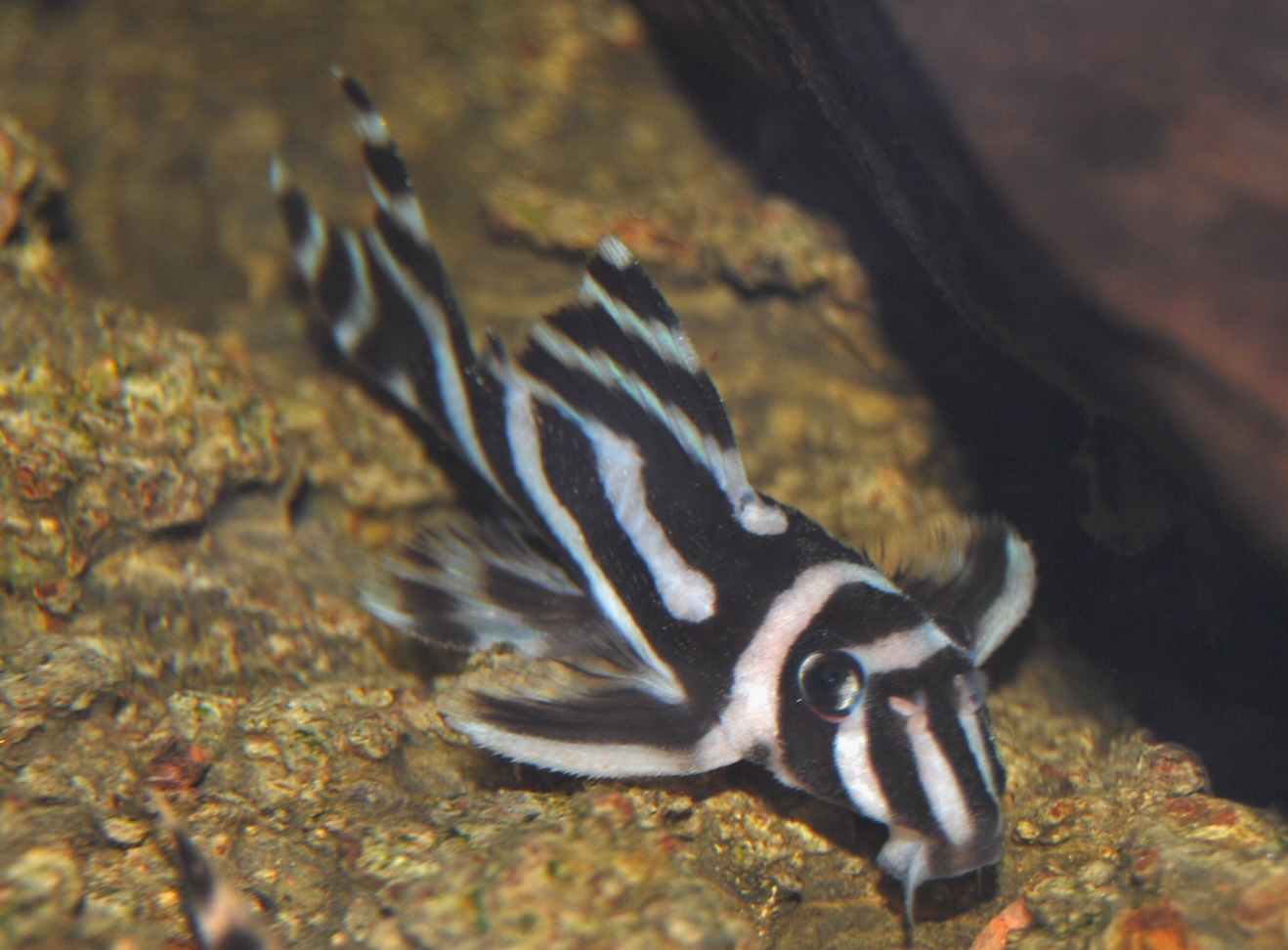
O cascudo-zebra é uma das muitas espécies, incluindo vários outros peixes-gato, que estão restritas a rios de águas claras e ameaçadas por barragens.

A diferença na química e na visibilidade entre os vários rios de águas pretas, brancas e claras resulta em diferenças distintas na flora e na fauna. Embora haja uma sobreposição considerável na fauna encontrada nos diferentes tipos de rios, também há muitas espécies encontradas apenas em um deles. Muitas espécies de águas pretas e claras estão restritas a partes relativamente pequenas da Amazônia, já que diferentes sistemas de águas pretas e claras são separados (e, portanto, isolados) por grandes seções de águas brancas. Essas “barreiras” são consideradas uma força principal na especiação alopátrica na bacia amazônica.

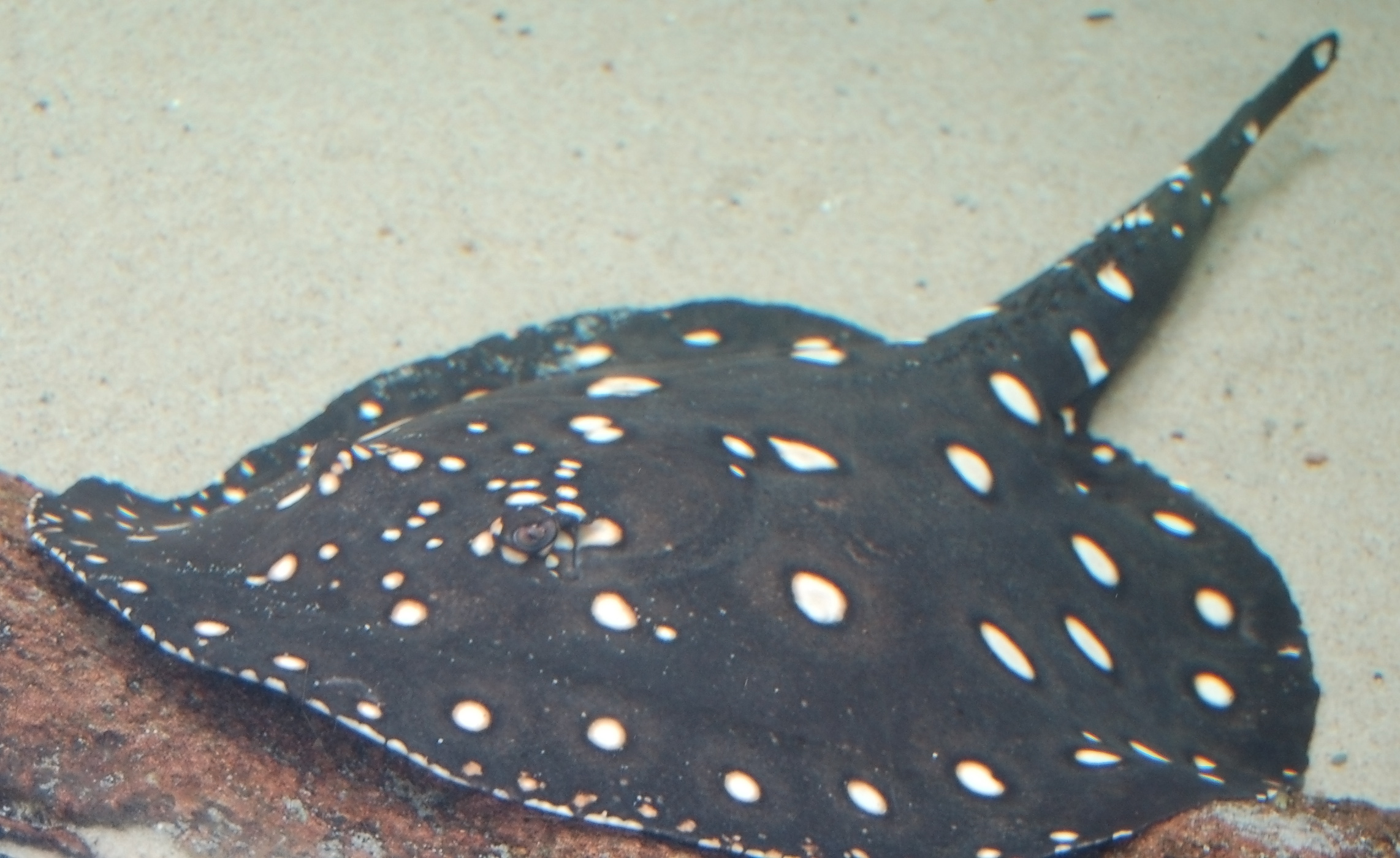
Potamotrygon leopoldi faz parte de um complexo de espécies de raias de rio pretas com manchas claras contrastantes de rios de águas claras do Brasil.

Muitas espécies de peixes, que muitas vezes são ameaçadas (especialmente por barragens), são conhecidas apenas em rios de águas claras. Grandes trechos com corredeiras abrigam peixes reofílicos especializados, bem como plantas aquáticas como Podostemaceae. Existem grandes diferenças na quantidade de macrófitas e isso está principalmente relacionado à luz: rios de águas claras com muita sombra têm poucas, enquanto aqueles que correm por regiões mais abertas geralmente contêm muitas. Os rios de águas claras têm uma produtividade relativamente baixa em comparação com os rios de águas brancas, resultando numa abundância de insectos comparativamente baixa.